# 小佳河镇
小佳河镇，是中华人民共和国黑龙江省双鸭山市饶河县下辖的一个乡镇级行政单位。

## 行政区划
小佳河镇下辖以下地区：
佳平村、佳河村、佳兴村、蛤蟆河子村、林海村、新村、新风村、东鲜村、蜂场村、永丰村、富饶村、创新村、杏树村、吉龙村和瓦厂生活区。